# Empanadilla

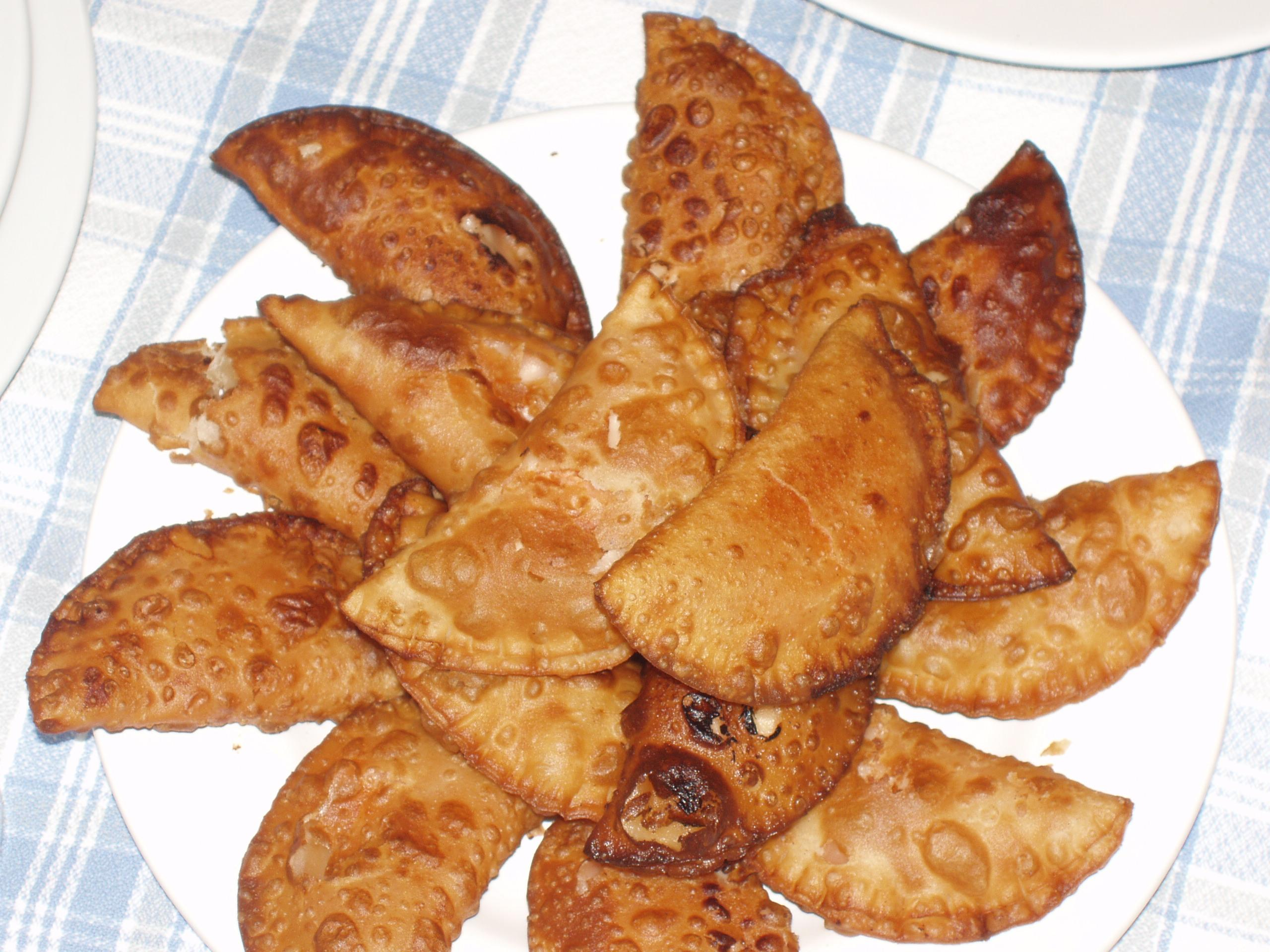
Plato de empanadillas en el que puede notarse la textura crujiente de la masa exterior, con bordes enrollados (con la típica formación de burbujas durante su fritura).

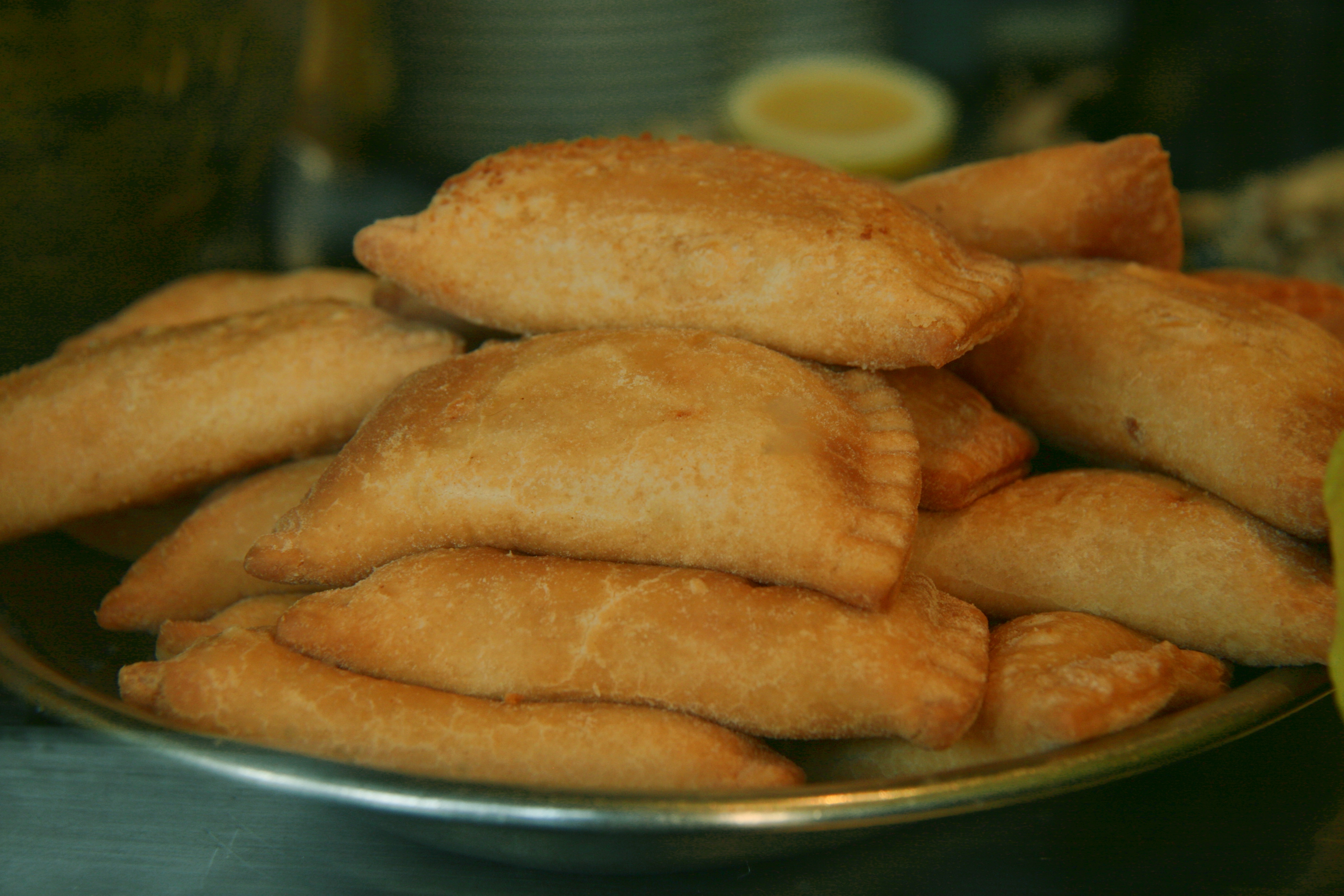
Empanadillas listas en una fuente.

Las empanadillas (empanada en Argentina y salteña en Bolivia) son un tipo de pastel que se puede considerar una variante de la empanada. Suelen elaborarse con una masa que se dobla sobre sí misma y se rellena de carne picada u otros ingredientes; se le confiere una forma semicircular para posteriormente freírla en aceite (esta, junto a su tamaño menor, es una de las diferencias con respecto a la «empanada», que suele ser cocinada al horno para que el hojaldre de su superficie se haga). Su textura exterior es crujiente y contrasta con la blandura de su interior, siendo la masa similar a la empleada en los «pestiños», aunque estos últimos son dulces. A veces puede servirse caliente como una tapa, sola o acompañada de alguna salsa.

## Características
Las empanadillas son un alimento relleno generalmente de un contenido salado (carne picada por regla general con alguna verdura cruda o encurtida, un huevo duro picado, puede llevar pescado picado como bonito o atún) en la mayoría de los casos revuelto con salsa de tomate o de dulce (puede ser boniato, patata, nuez, dulce de membrillo, etcétera) como puede ser la «casadiella» de la cocina asturiana. El relleno más clásico de las empanadillas españolas suele ser una mezcla de bonito o atún picado en una salsa de tomate y daditos de huevo duro.En la comunidad valenciana se hacen de varias variedades: de tomate, pimiento, huevo duro y atún,de atún y cebolla y de espinacas entre otras, siendo muy común encontrarlas en todos los hornos y panaderías.
La masa se elabora en forma de tortilla de un diámetro aproximado de 12 centímetros y se sella por regla general con los dientes de un tenedor, lo que le da en su extremo una forma característica. La pasta puede hacerse o viene precocinada en paquetes que se encuentran en la mayoría de los supermercados españoles en la zona de refrigerados en paquetes de 16 obleas. El resultado final completamente sellado se suele freír en aceite hirviendo (generalmente aceite de girasol), bien puede emplearse una sartén de fondo ancho o una freidora. En la multitud de variantes sobre la receta tradicional existen algunas variantes vegetarianas con verduras.

## Variantes en otros países
En la India son conocidas la samosa y el aloo pie, ambas fritas y rellenas de carne finamente picada y muy especiada; en la gastronomía de Marruecos (quizás por influencia de las empanadillas) se tiene la popular pastilla, también es guarda semejanza con el rollito de primavera de la cocina china, y el paste de México, que tiene influencia en la cocina británica. 
Existió en España una denominación de «empanadilla» (denominada también quijadilla en ladino), pero su elaboración se asemejaba a la actual empanada debido a su elaboración al horno.
En Argentina, sobre todo en la región del norte, se suelen elaborar horneadas, rellenas de dulce de cayote, membrillo o dulce de batata casero y bañadas en glasé. Un acompañamiento típico de la merienda dulce.